# إتش. بيم بايبر
إتش. بيم بايبر (بالإنجليزية: H. Beam Piper) (23 مارس 1904، ألتونا في الولايات المتحدة - 4 نوفمبر 1964، ويليامسبورت في الولايات المتحدة)؛ كاتب وروائي أمريكي.

## روابط خارجية
- إتش. بيم بايبر على موقع ميوزك برينز (الإنجليزية)
- إتش. بيم بايبر على موقع ديسكوغز (الإنجليزية)